# 小林直樹

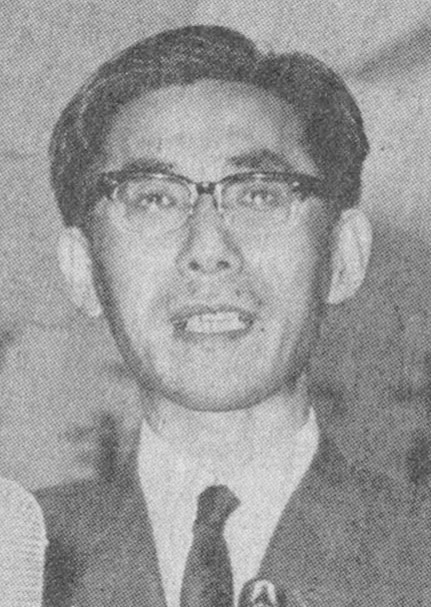
小林直樹（1967年）

小林 直樹（こばやし なおき、1921年10月3日 - 2020年2月8日）は、日本の法学者。専門は、憲法・法哲学。学位は、法学博士（東京大学、1962年）（学位論文「憲法の構成原理」）。東京大学名誉教授。総合人間学会会長。

## 来歴
長野県小諸市出身。旧制上田中学校（現・長野県上田高等学校）、旧制水戸高等学校（現・茨城大学文理学部）を経て、1942年東京帝国大学文学部哲学科入学も法学部政治学科に転じる。東京帝大在学中に学徒出陣。二等兵、少尉等を経て、1947年高等文官試験合格。復学して受けた法哲学者尾高朝雄のカントに関する講義に感動し、師事する。
法哲学者として出発し、1951年、東京大学教養学部で法学を教えていたが、1959年、宮沢俊義の後任として、憲法学に転籍し、2年間のドイツ留学を経て、1961年東京大学法学部教授（憲法学）となる。
1982年に専修大学に移ると、甥の稲田年行や同僚の儀我壮一郎とともに自宅で学術サロンを開き、多様な学者たちの交流の場とする。
2006年、総合人間学会を設立する。
北海学園大学を退職する際、多数の書籍を同大学の付属図書館に「小林文庫」として寄贈している。

## 人物
- 「平和憲法は世界で最も進んだもの」として憲法の基本原理を擁護、改憲論に一貫して反対の立場を取り、学界をリードした。
- 80歳を超えても大著「法の人間学的考察」「暴力の人間学的考察」を刊行、長く活躍した[3]。
- 栗本慎一郎著『間違いだらけの大学選び』の北海学園大学の頁で、河上和雄と並ぶ法学部における質に重みのある教授として評価されていた[4]。

## 略歴

### 学歴
- 1946年9月 東京帝国大学法学部卒業
- 1951年 東京大学大学院特別研究生修了

### 職歴
- 1951年9月 東京大学教養学部講師
- 1953年 東京大学教養学部助教授
- 1959年 東京大学法学部助教授（憲法第二講座）
- 1961年 東京大学法学部教授（憲法第一講座）
- 1982年 専修大学法学部教授（1992年まで）
- 1992年 北海学園大学法学部教授・同大学院法学研究科教授（1996年まで）

## 著書
- 『法理学 上巻』（岩波書店、1960年）
- 『憲法講義』第1-第3 東京大学出版会, 1961
- 『憲法の構成原理』（東京大学出版会、1961年）
- 『日本における憲法動態の分析』（岩波書店、1963年）
- 『日本国憲法の問題状況』（岩波書店、1964年）
- 『憲法を読む』岩波新書 1966年）
- 『現代基本権の展開』 (現代法叢書) 岩波書店, 1976
- 『憲法判断の原理』日本評論社, 1977-78
- 『国家緊急権 非常事態における法と政治』学陽書房, 1979
- 『憲法第九条』岩波新書、1982年）
- 『現代教育の条件 その再生をねがって』有斐閣選書 1983
- 『立法学研究：理論と動態』（三省堂、1984年）
- 『憲法秩序の理論』（東京大学出版会、1986年）
- 『憲法と日本人』(UP選書 東京大学出版会, 1987
- 『法・道徳・抵抗権』（日本評論社、1988年）
- 『憲法政治の転換 民主政の再建を求めて』東京大学出版会, 1990
- 『憲法政策論』日本評論社, 1991
- 『憲法学の基本問題』（有斐閣、2002年）
- 『法の人間学的考察』（岩波書店、2003年）
- 『平和憲法と共生六十年－－憲法第九条の総合的研究に向けて』（慈学社出版、2006年）
- 『暴力の人間学的考察』岩波書店, 2011
- 『欲望の人間学』（慈学社出版、2012年）

### 共編著
- 『法学概論』 (新法律学演習講座)井上茂,松下輝雄共編. 青林書院, 1959
- 『選挙』篠原一, 杣正夫共著. 岩波新書, 1960
- 『日本人の憲法意識』編. 東京大学出版会, 1968
- 『教育改革の原理を考える 中教審答申の批判』(教育改革シリーズ 編. 勁草書房, 1972
- 『現代日本の法思想 近代法100年の歩みに学ぶ』(有斐閣選書) 水本浩共編 1976
- 『憲法の判例 第3版』 (基本判例解説シリーズ) 編. 有斐閣, 1977
- 『憲法マイルド考 21世紀への道しるべ』はらたいら共編. 北泉社, 1987
- 『現代財政法の基本問題』北野弘久共編. 岩波書店, 1987
- 『憲法論争』(NHKライブラリー) 林修三,色川大吉, 江藤淳共著. 日本放送出版協会, 2005
- 『総合人間学の試み 新しい人間学に向けて』(シリーズ総合人間学) 編. 学文社, 2006
- 『事例で学ぶ憲法』右崎正博, 加藤一彦, 石川多加子共著. 法学書院, 2008

### 翻訳
- T.I.エマースン『表現の自由』(UP選書) 横田耕一共訳. 東京大学出版会, 1972

### 記念論文集
- 『現代国家と憲法の原理 小林直樹先生還暦記念』現代憲法学研究会 編. 有斐閣, 1983
- 『憲法学の展望 小林直樹先生古稀祝賀』樋口陽一 野中俊彦[ほか]編. 有斐閣, 1991

## 弟子
- 高見勝利
- 野中俊彦
- 棟居快行[5]
- 安念潤司
- 許介鱗